# Bayreuth
Bayreuth (nemško: [baɪˈʁɔʏt] (), zgornjefrankovsko [ba(ː)ˈɾaɪ̯t]; Bareid) je mesto na severnem Bavarskem v Nemčiji, ob reki Rdeči Majni v dolini med Frankovsko Juro in Fichtelgebirge. Korenine mesta segajo v leto 1194. V 21. stoletju je glavno mesto Zgornje Frankovske in je imela 74.506 prebivalcev (2022). Gosti letni festival Bayreuth (Bayreuther Festspiele), na katerem so predstavljene izvedbe oper nemškega skladatelja Richarda Wagnerja iz 19. stoletja.
Je pomembno kulturno središče in sedež Univerze v Bayreuthu.

## Zgodovina

### Srednji vek in zgodnji novi vek
Mesto naj bi ustanovili grofje Andeški verjetno okoli sredine 12. stoletja, vendar je bilo prvič omenjeno leta 1194 kot Baierrute v dokumentu bamberškega škofa Otona II. Zlog -rute lahko pomeni Rodung ali 'jasa', medtem ko Baier- označuje priseljence iz bavarske regije.
Že prej dokumentirano sta bili vasi, ki sta se pozneje združili v Bayreuth: Seulbitz (leta 1035 kot kraljeva salijska posest Silewize v dokumentu cesarja Konrada II.) in St. Johannis (mogoče 1149 kot Altentrebgast). Tudi okrožje Altstadt (prej Altenstadt) zahodno od mestnega središča mora biti starejše od samega mesta Bayreuth. Še starejše sledi človekove prisotnosti so našli v zaselkih Meyernberg: kose lončene in lesene posode so na podlagi okrasja datirali v 9. stoletje.
Medtem ko je bil Bayreuth prej (1199) omenjen kot vila ('vas'), se je izraz civitas ('mesto') prvič pojavil v dokumentu, objavljenem leta 1231. Lahko torej domnevamo, da je Bayreuth dobil listino mesta med 1200 in 1230. Mestu so do leta 1248 vladali grofje Andeško-Meranski. Potem ko so leta 1260 izumrli, so dediščino prevzeli nürnberški grofje iz rodbine Hohenzollern.
Že leta 1361 je cesar Karel IV. Luksemburški podelil graščaku Frideriku V. Nürnberškemu pravico do kovanja kovancev za mesti Bayreuth in Kulmbach.
Leta 1398 je bil Bayreuth ločen od Nürnberga in je postal kneževina Bayreuth (nemško Fürstentum Bayreuth). Do leta 1604 pa je bil knežja rezidenca in središče ozemlja grad Plassenburg v Kulmbachu in kot tako je bilo ozemlje uradno znano kot Kneževina Kulmbach. Mesto Bayreuth se je razvijalo počasi in so ga vedno znova prizadele katastrofe.
Bayreuth je bil prvič objavljen na zemljevidu leta 1421.
Februarja 1430 so husiti opustošili Bayreuth, mestna hiša in cerkve pa so bile porušene. Matthäus Merian je leta 1642 ta dogodek opisal takole: »Leta 1430 so husiti iz Češke napadli / Culmbach in Barreut / in zagrešili veliko okrutnost / kot divje živali / nad navadnimi ljudmi / in nekaterimi posamezniki. / Duhovniki / menihi in redovnice ali so jih sežigali na grmadi / ali pa so jih odpeljali na led jezer in rek / (v Frankoniji in na Bavarskem) in jih polili z mrzlo vodo / ter jih pobili na obžalovanja vreden način / kot poroča Boreck v Bohemian Chronicle, stran 450.«
Do leta 1528, manj kot deset let po začetku reformacije, so gospodje frankovskih mejnih grofov prešli na luteransko vero.
Leta 1605 je velik požar, ki ga je povzročila malomarnost, uničil 137 od 251 mestnih hiš. Leta 1620 je izbruhnila kuga, leta 1621 pa je bil v mestu še en velik požar. Mesto je trpelo tudi med tridesetletno vojno.
Prelomnica v zgodovini mesta je bilo leto 1603, ko je grof Kristijan, mejni grof Brandenburg-Bayreuth, sin volilnega kneza Ivana Jurija Brandenburškega, preselil plemiško rezidenco z gradu Plassenburg nad Kulmbahom v Bayreuth. Prva Hohenzollernova palača je bila zgrajena v letih 1440–1457 pod mejnim grofom Ivanom Alkimistom. Bila je predhodnica današnje Stare palače (Altes Schloss) in je bila večkrat razširjena in prenovljena. Razvoj nove prestolnice je zaradi tridesetletne vojne stagniral, nato pa so mestu dodali številne baročne stavbe. Po Kristijanovi smrti leta 1655 mu je sledil njegov vnuk Kristijan Ernest, ki je vladal od leta 1661 do 1712. Bil je izobražen in velik popotnik, čigar učitelj je bil državnik Joachim Friedrich von Blumenthal. Ustanovil je krščansko-ernestinumsko gimnazijo in leta 1683 sodeloval pri osvoboditvi Dunaja, ki so ga oblegali Turki. V spomin na ta podvig je dal zgraditi mejni grofovski vodnjak kot spomenik, na katerem je upodobljen kot zmagovalec nad Turki; zdaj stoji zunaj Nove palače (Neues Schloss). V tem času sta bila zgrajena zunanji obroč mestnega obzidja in grajska kapela (Schlosskirche).

### 18. stoletje
Naslednik Kristijana Ernesta, prestolonaslednik in kasnejši mejni grof, Jurij Viljem, je leta 1701 začel ustanavljati takrat neodvisno mesto St. Georgen am See (danes okrožje St. Georgen) z gradom, tako imenovanim Ordensschloss, mestno hišo, zapor in manjšo vojašnico. Leta 1705 je ustanovil Red iskrenosti (Ordre de la Sincérité), ki se je leta 1734 preimenoval v Red rdečega orla in dal zgraditi samostansko cerkev, ki je bila dokončana leta 1711. Leta 1716 je bila ustanovljena knežja tovarna porcelana v St. Georgen.
Prvi 'grad' v parku Ermitaž je takrat zgradil mejni grof Jurij Viljem (1715–1719).
Leta 1721 je mestni svet pridobil palačo baronice Sponheim (današnja Stara mestna hiša ali Altes Rathaus) kot nadomestilo za mestno hišo, zgrajeno leta 1440 sredi tržnice in uničeno v požaru.
Leta 1735 je zasebni sklad v St. Georgenu ustanovil dom za ostarele, tako imenovano Gravenreuth Stift. Stroški gradnje so presegli sredstva ustanove, vendar jim je na pomoč priskočil mejni grof Friderik.
Bayreuth je svojo zlato dobo doživel med vladavino (1735–1763) mejnega grofa Friderika in mejne grofice Wilhelmine iz Bayreutha, najljubše sestre Friderika II. Velikega. V tem času so pod vodstvom dvornih arhitektov Josepha Saint-Pierra in Carla von Gontarda nastale številne dvorne stavbe in znamenitosti: Operna hiša mejne grofije z bogato opremljenim baročnim gledališčem (1744–1748), Novi 'grad' in Sončni tempelj (1749–1753) v Ermitažu, Nova palača z dvoriščnim vrtom (1754 in naprej), ki je nadomestila Staro palačo, ki je pogorela zaradi malomarnosti mejnega grofa, in veličastna vrsta stavb na današnji Friedrichstraße. Obstajala je celo edinstvena različica rokoko arhitekturnega sloga, tako imenovani Bayreuthski rokoko, ki je zaznamoval prej omenjene stavbe, predvsem njihovo notranjo opremo.
Stare, mračne vhodne stavbe so porušili, ker so ovirale promet in so bile zastarela oblika obrambe. Obzidje je bilo ponekod nadzidano. Mejni grof Friderik je uspešno obvaroval svojo kneževino pred vojnami, ki jih je v tem času vodil njegov svak Friderik Veliki, in posledično prinesel čas miru v Frankovsko kraljestvo.
Leta 1742 je bila ustanovljena Friderikova akademija, ki je leta 1743 postala univerza, vendar je bila istega leta po resnih nemirih zaradi negativnega odziva prebivalstva prestavljena v Erlangen. Univerza je tam ostala do danes. Od leta 1756 do 1763 je delovala tudi akademija znanosti in umetnosti.
Rimokatoličani so dobili pravico postaviti molilnico in tu so se ponovno naselile judovske družine. Leta 1760 so odprli sinagogo in leta 1787 posvetili judovsko pokopališče.
Grofica Wilhelmina je umrla leta 1758, in čeprav se je mejni grof Friderik ponovno poročil, je bil zakon kratkotrajen in brez težav. Po njegovi smrti leta 1763 se je veliko umetnikov in obrtnikov preselilo v Berlin in Potsdam, da bi delali za kralja Friderika Velikega, ker Friderikov naslednik, mejni grof Friderik Kristijan, ni imel veliko razumevanja za umetnost. Sredstev mu je primanjkovalo tudi zaradi razgibanega življenjskega sloga predhodnika, saj so stavbe in plače predvsem tujih umetnikov požrle veliko denarja. Na primer, dvor – ki je pod Jurijem Frederikom Karlom obsegal približno 140 ljudi – je do konca vladavine mejnega grofa Friderika zrasel na približno 600 zaposlenih. Do leta 1769 je bila kneževina tik pred bankrotom.
Leta 1769 je mejni grof Karel Aleksander iz Ansbachove linije frankovskih Hohenzollernov sledil Frideriku Kristijanu brez otrok in Bayreuth je postal sekundarno prebivališče. Karel Aleksander je še naprej živel v Ansbachu in redko prihajal v Bayreuth.
Leta 1775 je bil Brandenburški ribnik (Brandenburger Weiher) v St.Georgenu izsušen.
Po abdikaciji zadnjega mejnega grofa Karla Aleksandra iz kneževine Ansbach in Bayreuth 2. decembra 1791 so njena ozemlja postala del pruske province. Njeno upravo je v začetku leta 1792 prevzel pruski minister Karl August von Hardenberg.
Mestno jedro ima še vedno značilno zgradbo bavarske ulične tržnice: naselje je združeno okoli ceste, ki se razširi v trg; v sredini je bila mestna hiša. Ločeno od nje je stala cerkev in na majhnem griču je stal grad. Približno šestdeset let pozneje je mesto (takrat majhna vasica) postalo podrejeno državi Hohenzollernov, ob razdelitvi te dežele pa je Bayreuth pristal v grofiji Kulmbach.

### 19. stoletje
Leta 1804 se je pisatelj Jean Paul Richter iz Coburga preselil v Bayreuth, kjer je živel do svoje smrti leta 1825.
Vladavina Hohenzollernov nad kneževino Kulmbach-Bayreuth se je končala leta 1806 po porazu Prusije s strani Napoleonove Francije. Med francosko okupacijo od 1806 do 1810 je bil Bayreuth obravnavan kot provinca francoskega cesarstva in je moral plačevati visoke vojne prispevke. Bil je pod upravo grofa Camille de Tournona, ki je napisal podroben popis nekdanje kneževine Bayreuth. 30. junija 1810 je francoska vojska predala nekdanjo kneževino današnji Kraljevini Bavarski, ki jo je kupila od Napoleona za 15 milijonov frankov. Bayreuth je postal glavno mesto bavarskega okrožja Mainkreis, ki se je kasneje spremenilo v Obermainkreis in se končno preimenovalo v provinco Zgornja Frankovska.
Ko so Bavarsko odprle železnice, je glavna proga od Nürnberga do Hofa šla mimo Bayreutha, preko Lichtenfelsa, Kulmbacha in Neuenmarkt-Wirsberga do Hofa. Bayreuth je prvič dobil železniško povezavo leta 1853, ko je bila na mestne stroške zgrajena železnica Bayreuth–Neuenmarkt–Wirsberg. Leta 1863 ji je sledila proga do Weidna, leta 1877 železnica do Schnabelwaida, leta 1896 odcep do Warmensteinacha, leta 1904 odcep do Hollfelda in leta 1909 odcep prek Thurnaua do Kulmbacha, znan kot Thurnauer Bockala (kar pomeni nekaj podobnega kot 'Thurnau koza').
17. aprila 1870 je Richard Wagner obiskal Bayreuth, ker je bral o Operni hiši mejne grofije, katere velik oder se je zdel primeren za njegova dela. Vendar pa orkestrska jama ni mogla sprejeti velikega števila glasbenikov, potrebnih na primer za Nibelunški prstan, in ambient avditorija se je zdel neprimeren za njegovo skladbo. Tako se je poigraval z idejo o gradnji lastne festivalne dvorane (Festspielhaus) v Bayreuthu. Mesto ga je podprlo pri tem projektu in mu dalo na razpolago kos zemlje, nepozidano območje zunaj mesta med železniško postajo in Hohe Warte, Grüner Hügel ('Zeleni grič'). Istočasno je Wagner pridobil posest v Hofgartnu za gradnjo lastne hiše Wahnfried. 22. maja 1872 je bil položen temeljni kamen za Festivalno dvorano, ki je bila 13. avgusta 1876 uradno odprta (glej Bayreuthski festival). Načrtovanje in gradnja je bila v rokah leipziškega arhitekta Otta Brückwalda, ki je zaslovel že z gradnjo gledališč v Leipzigu in Altenburgu.
Leta 1886 je skladatelj Franz Liszt umrl v Bayreuthu med obiskom hčerke Cosime Liszt, Wagnerjeve vdove. Tako Liszt kot Wagner sta pokopana v Bayreuthu; vendar Wagner tam ni umrl. Umrl je v Benetkah leta 1883, vendar je njegova družina njegovo truplo pripeljala v Bayreuth za pokop.

### 20. stoletje

#### Do konca Weimarske republike (1900–1933)
Novo stoletje je prineslo tudi nekaj novosti sodobne tehnologije: leta 1892 prve električne ulične luči; leta 1908 mestna električna postaja, istega leta pa prvi kino.
V letih 1914–15 je bil en odsek severnega rokava Rdeče Majne poravnan in razširjen, potem ko so bila območja ob reki poplavljena v obdobju visoke vode leta 1909.
Po koncu prve svetovne vojne leta 1918 je v Bayreuthu za kratek čas prevzel oblast delavski in vojaški svet. 17. februarja 1919 je prišlo do tridnevnega državnega udara, tako imenovanega Speckputsch, kratkega premora razburjenja v sicer precej umirjenem mestu.
V nizu völkisch in nacionalističnih Deutscher Tag (nemških dnevov) je NSDAP 30. septembra 1923 organizirala dogodek v Bayreuthu. Zbralo se je več kot 3300 vojakov in civilistov (enakovredno 15 % prebivalcev), čeprav je minister za obrambo Otto Gessler prepovedal sodelovanje enot Reichswehra. Med gosti so bili župan Albert Preu ter Siegfried in Winifred Wagner, ki sta v hišo Wahnfried povabila slavnostnega govornika Adolfa Hitlerja. Tam je spoznal pisatelja Houstona Stewarta Chamberlaina, zeta Richarda Wagnerja in antisemitskega rasnega teoretika. Tudi tistega dne se je Hans Schemm prvič srečal s Hitlerjem.
Leta 1932 sta bili provinci Zgornja in Srednja Frankovska združeni in Ansbach je bil izbran za sedež vlade. Kot majhno nadomestilo je Bayreuth dobil združeno državno zavarovalniško agencijo za Zgornjo in Srednjo Frankovsko. Za razliko od pokrajinske združitve združitev teh ustanov ni bila nikoli razveljavljena.

#### Nacistična doba (1933–1945)
Bayreuth, trdnjava desničarskih strank od 1920-ih, je postal središče nacistične ideologije. Leta 1933 je postal prestolnica nacističnega Gau Bavarske Vzhodne meje (Bayerische Ostmark, leta 1942 Gau Bayreuth). Nacistični voditelji so pogosto obiskovali Wagnerjev festival in poskušali Bayreuth spremeniti v nacistično vzorčno mesto. Bilo je eno od več krajev, kjer je bilo urbanistično načrtovanje vodeno neposredno iz Berlina, zaradi Hitlerjevega posebnega zanimanja za mesto in festival. Hitler je oboževal glasbo Richarda Wagnerja in postal je tesen prijatelj Winifred Wagner, potem ko je prevzela vodenje festivala. Hitler je pogosto obiskoval Wagnerjeve predstave v Festivalni dvorani Bayreuth.
Bayreuth naj bi dobil tako imenovani Gauforum, združeno vladno stavbo in trg za marširanje, zgrajen kot simbol središča moči v mestu. Prvi gauleiter Bayreutha je bil Hans Schemm, ki je bil tudi vodja (Reichswalter) Nacionalsocialistične učiteljske zveze, NSLB, ki je bila v Bayreuthu. Leta 1937 je bilo mesto povezano z novo Reichsautobahn.
Pod nacistično diktaturo je bila sinagoga judovske skupnosti v Münzgasse na Kristalno noč oskrunjena in izropana, vendar je zaradi bližine operne hiše niso porušili. Znotraj stavbe, ki jo judovska skupnost ponovno uporablja kot sinagogo, plošča poleg svetišča Tore spominja na preganjanje in umor Judov v Šoahu, ki je vzel življenja najmanj 145 Judov v Bayreuthu.
Med drugo svetovno vojno je bilo v mestu podtaborišče koncentracijskega taborišča Flossenbürg, v katerem so morali zaporniki sodelovati pri fizičnih poskusih za V-2. Wieland Wagner, vnuk skladatelja Richarda Wagnerja, je bil tam konec leta 1944 in v začetku aprila 1945 namestnik civilnega direktorja. Tik pred koncem vojne naj bi bile v Bayreuthu ustanovljene podružnice ljudskega sodišča (Volksgerichtshof).
5., 8. in 11. aprila 1945 je bila v močnih zračnih napadih uničena približno ena tretjina mesta, vključno s številnimi javnimi stavbami in industrijskimi obrati, skupaj s 4500 hišami. Ubitih je bilo tudi 741 ljudi. 14. aprila je ameriška vojska zasedla mesto.

#### Povojni čas (1945–2000)
Po vojni se je Bayreuth poskušal ločiti od svoje nesrečne preteklosti. Postal je del ameriške cone. Ameriška vojaška vlada je ustanovila taborišče za razseljene osebe (DP), med katerimi je bilo veliko Ukrajincev. Taborišče je nadzorovala UNRRA (United Nations Relief and Rehabilitation Administration).
Stanovanjske razmere so bile sprva zelo težke: v mestu je živelo okoli 53.300 prebivalcev, veliko več kot pred začetkom vojne. To povečanje je predvsem posledica velikega števila beguncev in izgnancev. Še leta 1948 so našteli več kot 11.000 beguncev. Poleg tega, ker je bilo veliko domov uničenih zaradi vojne, je na tisoče ljudi živelo v začasnih zatočiščih, celo v festivalski restavraciji ob Festivalni dvorani je bilo okoli 500 ljudi.
Leta 1945 je mestni svet vpoklical 1400 mož za »nujna dela« (čiščenje poškodovanih stavb in čiščenje cest). Veliko zgodovinskih stavb je bilo po vojni porušenih, vendar se je kulturno življenje kmalu vrnilo v ustaljene tirnice: leta 1947 so v operni hiši potekali Mozartovi festivalski tedni, iz katerih so se razvili Frankovski festivalski tedni. Leta 1949 je bila Festivalna dvorana ponovno prvič uporabljena in tam je bil gala koncert z Dunajskimi filharmoniki pod vodstvom Hansa Knappertsbuscha. Leta 1951 je potekal prvi povojni Festival Richarda Wagnerja pod vodstvom Wielanda in Wolfganga Wagnerja. Sveže in netradicionalne uprizoritve Wielanda Wagnerja so »vrnile verodostojnost gledališču, ki ga je nacistična ideologija popolnoma uničila«.
Leta 1949 je Bayreuth znova postal sedež vlade Zgornje Frankovske.
Leta 1971 je bavarski državni parlament sklenil ustanoviti Univerzo v Bayreuthu, ki je bila 3. novembra 1975 odprta za predavanja in raziskave. Trenutno je v mestu približno 10.000 študentov.
Maja 1972 se je na ljudski veselici v mestu zgodila huda nesreča, ko se je iztiril prenatrpan vagon, iz katerega je vrglo več ljudi. Štirje so umrli, pet pa je bilo ranjenih, nekateri huje. Takrat je bila to najhujša katastrofa na toboganu po drugi svetovni vojni.
Leta 1979 je vojak ameriške vojske Roy Chung izginil z območja in prek Vzhodne Nemčije domnevno prebegnil v Severno Korejo.
Leta 1999 je na občinskem letališču Bayreuth potekalo svetovno prvenstvo v jadralnem letenju.

### 21. stoletje
Leta 2006 je Bayreuth izbral svojega prvega člana CSU in župana, pravnika Michaela Hohla, leta 2007 pa je bil prvič izvoljen mladinski parlament, ki ga sestavlja 12 mladih, starih od 14 do 17 let. Konec oktobra so na novoustanovljenem trgu Hohenzollernplatz odprli dolgo načrtovano avtobusno postajo in pripadajočo poslovno stavbo.

### Richard Wagner in Bayreuth
Mesto je najbolj znano po povezavi s skladateljem Richardom Wagnerjem, ki je živel v Bayreuthu od leta 1872 do svoje smrti leta 1883. Wagnerjeva vila, Wahnfried, je bila zgrajena v Bayreuthu pod pokroviteljstvom bavarskega kralja Ludvika II., po vojni pa je bila preurejena v Wagnerjev muzej. V severnem delu Bayreutha je Festivalna dvorana, operna hiša, zgrajena posebej za in  posvečena izključno izvajanju Wagnerjevih oper. Premieri zadnjih dveh del Wagnerjevega Nibelunškega prstana (Siegfried in Götterdämmerung); cikel kot celota; in Parsifala.
Vsako poletje se Wagnerjeve opere izvajajo v Festspielhaus med enomesečnim festivalom Richarda Wagnerja, splošno znanim kot Festival v Bayreuthu. Festival vsako leto privabi na tisoče obiskovalcev in je bil vztrajno razprodan vse od otvoritve leta 1876. Trenutno se lahko čakalne vrste za vstopnice raztezajo tudi po 10 let ali več.
Zaradi Wagnerjevega odnosa s takrat še neznanim filozofom Friedrichom Nietzschejem se prvi festival v Bayreuthu navaja kot ključna prelomnica v Nietzschejevem filozofskem razvoju. Čeprav je bil sprva navdušen zagovornik Wagnerjeve glasbe, je Nietzsche nazadnje postal sovražen, saj je na festival in njegove veseljake gledal kot na simptom kulturnega propada in buržoazne dekadence – dogodek, zaradi katerega se je obrnil na moralne vrednote, ki jih ceni družba kot celota – »Nietzsche je očitno raje videl, da Bayreuth propade, kot da bi uspel z zrcaljenjem družbe, ki je šla narobe«.

## Geografija
Bayreuth leži ob reki Rdeči Majni, južnem od dveh izvirov reke Majne, med gorovjem Fichtelgebirge in Frankovsko Švico. Mesto je tudi del Nürnberške metropolitanske regije.
Okrožje Bayreuth je razdeljeno na 39 okrajev.
Podnebje na tem območju ima rahle razlike med višinami in padci, vse leto pa je dovolj padavin. Podtip Köppnove podnebne klasifikacije za to podnebje je Dfb (vlažno celinsko podnebje) z uporabo izoterme 0 °C in Cfb (morsko podnebje zahodne obale/oceansko podnebje) z uporabo izoterme -3 °C.
Leta 1955 je Bayreuth prevzel pokroviteljstvo za razseljene Sudetske Nemce iz mesta Franzensbad v okrožju Cheb.
Mejni grof Albert Achilles, ki je bil tudi brandenburški volilni knez, je decembra 1457 mestu Bayreuth podaril grb, ki ga nosi še danes. Dve polji prikazujeta črno-beli grb Hohenzollernov. Črni lev na zlatu z rdečim in belim robom je bil občinski grb nürnberških meščanov. Ob obeh diagonalah sta dve Reuten, majhni trikotni lopatki z rahlo upognjenim steblom. Predstavljajo končnico -reuth v imenu mesta.

## Kultura in znamenitosti
Operna hiša mejne grofije je bila odprta leta 1748 in je eno najboljših baročnih gledališč v Evropi. Unescov seznam svetovne dediščine je hkrati muzej in najstarejša delujoča miza v Bayreuthu.
Bayreuth Festspielhaus je iz 19. stoletja in se zdaj uporablja samo za Bayreuthski festival. Izvajajo se samo dela Richarda Wagnerja.
Nekdanja Stadthalle ni imela lastnega ansambla, ampak so jo redno uporabljali Theater Hof in različna potujoča gledališča. Od leta 2017 je bila v rekonstrukciji in naj bi bila ponovno odprta pod novim imenom Friedrichsforum leta 2023.
Edina gledališča z lastnim ansamblom sta Studiobühne Bayreuth in amatersko dramsko društvo Brandenburg Kulturstadt. Prizorišča Studiobühne so sedež gledališča na Röntgenstraße, umetne ruševine Ermitaža in dvorišče proizvajalca klavirjev Steingraeber & Söhne.
Muzej Richarda Wagnerja v hiši Wahnfried je bil do leta 1966 rezidenca Richarda Wagnerja in njegove družine. Od leta 1976 je muzej s priloženimi nacionalnimi arhivi in raziskovalno središče Fundacije Richarda Wagnerja v Bayreuthu.
Muzej Franza Liszta v hiši, kjer je Franz Liszt umrl, s približno 300 fotografijami, scenariji in tiskovinami iz zbirke münchenskega pianista Ernsta Burgerja, ki jih je odkupilo mesto Bayreuth. Tu so še Stummklavier, ki ga je izdelalo podjetje Ibach iz Hausa Wahnfrieda, pisma in prve izdaje Franza Liszta. Zbirko dopolnjujejo biografske informacijske table, model pisave iz Lisztovega rojstnega kraja Raiding v Avstriji in Lisztovi doprsni kipi Antonia Gallija. Obiske spremlja glasba Franza Liszta.
Stara palača v Bayreuthu je bila rezidenca mejnih grofov Brandenburg-Bayreutha od 1603 do 1753, preden so se sredi 18. stoletja preselili v Novo palačo. Danes je stavba na Maximilianstrasse del zgodovinskega mestnega jedra in od leta 1953 služi kot sedež davčnega urada. Ne smemo je zamenjevati s Staro palačo v Ermitažu v Bayreuthu.
Nova palača Bayreuth je bila zgrajena leta 1753 po požaru januarja 1753, ki je v veliki meri uničil prejšnjo rezidenco - zdaj znano kot Stara palača. Do leta 1758 je bila v bistvu dokončana. Leta 1604 je Bayreuth namesto Kulmbacha postal rezidenčno mesto kneževine Bayreuth.
Ermitaž v Bayreuthu je zgodovinski park z vodnimi objekti in stavbami, ki je bil zgrajen leta 1715 in je ena od mestnih znamenitosti. Tu so še tako imenovani Stari grad, Novi grad (Oranžerija s Sončnim hramom) in druge manjše stavbe. Razdeljen je na krajinski park, geometrično oblikovan baročni vrt in območje, ki se je zaraščalo v gozd. Ermitaž je tudi uradno okrožje neodvisnega mesta Bayreuth.
Evangeličansko-luteranska mestna cerkev Svete Trojice v Bayreuthu je triladijska protestantska bazilika v poznogotskem slogu in največja cerkev v mestu. Prejšnja stavba, posvečena sveti Magdaleni, hčerinska cerkev cerkve svetega Nikolaja v Altenstadtu [1], je bila uničena v mestnem požaru leta 1605. Cerkev so začeli obnavljati leta 1611 in na prvi advent leta 1614 je bila posvečena Sveti Trojici.

## Pobratena mesta
- Annecy, Francija
- Rudolstadt, Nemčija
- La Spezia, Italija
- Lexington, Virginija, ZDA

Bayreuthska univerza je pobratena z Washington and Lee University iz Lexingtona v Virginiji in si z njo redno izmenjuje študente.